# Cafu
Marcos Evangelista de Moraes, ismertebb nevén Cafu (São Paulo, 1970. június 7. –) brazil válogatott labdarúgó. 2004 márciusában Pelé a 125 legjobb élő labdarúgó közé sorolta.
A Cafu becenevet azért kapta, mert játékstílusa sokakat emlékeztetett Cafuringa, az 1970-es évek legendás brazil csatárának játékára.
Azon a napon született, amikor a mexikói vb-n a későbbi győztes brazil válogatott legyőzte Angliát, és apja örömében elhatározta, hogy kisfia egyszer híres focista lesz.

## Klubkarrier
A São Paulo-i születésű fiú a gyerekcsapat, az Otaquaquecetuba után a helyi nagyágyúban, a piros-fekete São Paulo FC-ben lett profi. Ezzel a gárdával nyert két brazil bajnoki és São Paolo állami címet, valamint 2 Libertadores Kupát, (1992-ben és 1993-ban), és ráadásként egy Világkupát, amit éppen a Milan ellen hódítottak el. 1994-ben ő lett Dél-Amerika legjobb nem Európában játszó játékosa.
Friss világbajnokként nem is maradt sokáig São Paulóban, mert 1995-ben a Real Zaragoza, a friss spanyol kupagyőztes igazolta le. Itt a válogatott Belsué mellett nem fért be a csapatba, ezért év közben hazatért. Egészen 1997-ig maradt a Palmeirasban, de korántsem volt annyira sikeres a csapat, mint régen. Mindössze egy állami bajnokságot nyertek 1996-ban. Végül a brazil győzelemmel végződött Copa América után az AS Roma igazolta le, de itt sem tudott elérni semmi kiemelkedőt. Végül annyi keserves év után a Romával, 2001-ben bajnoki címet nyertek.
A 2002-es világbajnokság után átigazolt az AC Milan csapatához. Nagy szerepet játszott a 2003–04-es bajnoki cím elhódításában és a következő évben is csapata egyik legjobbja volt. Játéka gyors, pontos és hihetetlenül hasznos volt, igazi erőssége lett a Milan együttesének.

## Válogatottság
1990-ben, mindössze 20 évesen mutatkozott be a válogatottban, de nem vált egyből stabil taggá. Az 1994-es vb-n viszont ott volt Jorginho cseréjeként, és végül a döntőben kapott szerepet a korán megsérült csapatkapitány helyett. Itt olyan jó teljesítményt nyújtott, hogy a brazil focilegenda, Pelé is megdicsérte. 1998-ban is ott volt a világbajnokságon, de a döntőben alulmaradtak a franciákkal szemben. A következő évben kárpótolta magát egy Copa Américával.
2002-ben fantasztikus évet zárt. Ő lett a veretlenül vb-t nyert csapat kapitánya, így ő emelhette a magasba a trófeát. A vb-trófea átvételekor 3 milliárd nézőnek mutatta meg pólóját, melyen az Irine felirat volt látható, ami annak a kerületnek a neve, ahol felnőtt, és amelynek hátrányos sorsú gyerekeiért egy alapítványt is létrehozott.
A válogatottságok számában Brazília rekordtartója: 2006. június 9-ig 142-szer ölthette fel a nemzeti csapat mezét. Négy világbajnokságon szerepelt a Seleção csapatában, és 1994-ben és 2002-ben világbajnoki címet szerzett. 1998-ban szintén világbajnoki döntőt játszott, de Franciaország ellen alulmaradt a brazil gárda. A 2006-os vébén ismét szerepelt, ahol csapata a negyeddöntőkig jutott, ezután azonban visszavonult a válogatottól.

## Statisztikái
| Brazília | Brazília | Brazília |
| Év       | Mérk.    | Gól      |
| -------- | -------- | -------- |
| 1990     | 3        | 0        |
| 1991     | 9        | 0        |
| 1992     | 2        | 0        |
| 1993     | 12       | 0        |
| 1994     | 7        | 1        |
| 1995     | 5        | 0        |
| 1996     | 3        | 0        |
| 1997     | 20       | 0        |
| 1998     | 12       | 2        |
| 1999     | 12       | 0        |
| 2000     | 10       | 1        |
| 2001     | 6        | 0        |
| 2002     | 12       | 0        |
| 2003     | 7        | 0        |
| 2004     | 9        | 0        |
| 2005     | 8        | 0        |
| 2006     | 5        | 0        |
| összesen | 142      | 4        |

### Góljai a válogatottban
| #  | Dátum             | Helyszín                                                      | Ellenfél | Gól | Végeredmény | Verseny             |
| -- | ----------------- | ------------------------------------------------------------- | -------- | --- | ----------- | ------------------- |
| 1. | 1994. június 8.   | Jack Murphy Stadion, San Diego, Egyesült Államok              | Honduras | 6–2 | 8–2         | Barátságos mérkőzés |
| 2. | 1998. június 3.   | Stade de Paris, Saint-Ouen-sur-Seine, Franciaország           | Andorra  | 3–0 | 3–0         | Barátságos mérkőzés |
| 3. | 1998. október 14. | Robert F. Kennedy Stadion, Washington, D.C., Egyesült Államok | Ecuador  | 3–1 | 5–1         | Barátságos mérkőzés |
| 4. | 2000. május 23.   | Millennium Stadion, Cardiff, Wales                            | Wales    | 2–0 | 3–0         | Barátságos mérkőzés |